# Thiết Lực
Thiết Lực (chữ Hán giản thể: 铁力市, âm Hán Việt: Thiết Lực thị, nguyên là Thiết Ly) là một thành phố cấp huyện thuộc địa cấp thị Y Xuân, tỉnh Hắc Long Giang, Cộng hòa Nhân dân Trung Hoa. Thành phố Thiết Lực có diện tích 6620 km², dân số 390.000 người. Mã số bưu chính của quận Thiết Lực là 152500. Thành phố Thiết Lực được chia thành các đơn vị hành chính gồm 5 trấn, 3 hương, 1 hương dân tộc.
- Trấn: Thiết Lực, Thần Thụ, Song Phong, Đào Sơn, Lang Hương.
- Hương: Vương Dương, Vệ Quốc, Công Nông.
- Hương dân tộc Triều Tiên Niên Phong.